# Дерінея
Дерінея (грец. Δερύνεια; тур. Derinya) — велике село на Кіпрі. Розташоване у східній частині острова, за 2 км на південь від міста Фамагусти. За переписом населення, станом на жовтень 2011 року населення села становило 5758 мешканців.
З 1974 року, близько 75% території, що належить населеному пункту, окуповано турецькими військами, так само як і 37% території острова, включаючи повністю окуповане сусіднє місто Фамагусту.
Село знаходиться за 12 км від відомого курорту Айя-Напа. Частина міста Фамагуста (а точніше місто-привид Вароша) добре проглядається з даху культурного центру.
Навколо села розташовані землі сільськогосподарського призначення, і село називають одним із «червоноземельних» через червоний колір ґрунту. Широко розповсюджене вирощування картоплі. Проте Дерінея славиться полуницею і тут кожні два роки проводять «Полуничний фестиваль», який проходить на місцевому стадіоні.

## Історія
Відповідно до наявних історичних даних, перші відомості про місцевість де знаходиться Дерінея датуються близько 700 років тому. Проте на сьогоднішній день більшість території, де виявлено археологічні знахідки знаходяться на окупованій території та в буферній зоні.
Немає точних даних про походження назви Дерінея.

## Полуничний фестиваль
Дерінея напряму пов'язана з вирощуванням полуниць після того як була вирощена з комерційною метою перша плантація фермером Мітсіо Гіаннуку 55 років тому. Сьогодні, незважаючи на окупацію та втрату 70% земель після подій 1974 року, Дерінея залишається першою з вирощування полуниці на Кіпрі, при чому як за кількістю, так і за якістю ягід. Тому і біло вирішено влаштувати Панкіпрський полуничний фестиваль у 1999 році з подальшою періодичністю проведення раз на два роки. На вестивалі демонструються інноваційні методи з вирощування полуниць та йде продаж ягід та похідних продуктів. Тисячам гостей фестивалю та місцевим жителям надається можливість поласувати свіжими полуницями та різними приготованими продуктами: соки, лікери, варення, солодощі, морозиво тощо. Також фестиваль супроводжується феєрверками та артистичною програмою.

## Керівники
- 1994–2001 — Флора Іоанну
- 2001–2011 — Антреас Шіпаніс
- з 2012 р. — Андрос Караїанніс